# Chiesa di San Pietro Apostolo (Volpedo)
La chiesa di San Pietro Apostolo è la parrocchiale di Volpedo, in provincia di Alessandria e diocesi di Tortona; fa parte del vicariato delle Valli Curone e Grue.

## Storia
Anticamente in paese sorgeva un oratorio dedicato al Beato Giovannino; questo luogo di culto venne sostituito negli anni venti del Seicento dalla nuova parrocchiale di San Pietro.
Nel 1827 la facciata e la navata furono dichiarate pericolanti e, così, tra il 1831 e il 1832 si provvide a ricostruirle seguendo le forme e le proporzioni originarie.
Nel 1970 la chiesa venne adeguata alle norme postconciliari mediante l'aggiunta dell'ambone e dell'altare rivolto verso l'assemblea; nei primi anni 2000 il campanile fu restaurato.

## Descrizione

### Facciata
La facciata della chiesa, rivolta a sudest e abbellita da specchiature, è suddiviso da una cornice marcapiano aggettante in due registri: quello inferiore presenta il portale d'ingresso architravato, mentre quello superiore è caratterizzato da una finestra semicircolare, inscritta in un ampio arco a tutto sesto, e coronato dal timpano di forma triangolare, all'interno del quale si apre un oculo.
Annesso alla parrocchiale è il campanile a base quadrata, costruito nel 1670 dal capomastro elvetico Stefano Melchionno; la cella presenta su ogni lato una monofora ed è coronata dalla cupoletta poggiante sul tamburo ottagonale.

### Interno
L'interno dell'edificio si compone di un'unica navata, sulla quale si affacciano le cappelle laterali introdotte da archi a tutto sesto e le cui pareti sono scandite da paraste ioniche sorreggenti la trabeazione modanata e aggettante sopra la quale si imposta la volta a botte; al termine dell'aula si sviluppa il presbiterio, rialzato di alcuni gradini e chiuso dall'abside semicircolare.
Qui sono conservate diverse opere di pregio, tra le quali l'altare settecentesco, originariamente collocato nella chiesa vigevanese di San Francesco, l'organo, costruito nel 1907 dalla ditta Mascioni, e la pala raffigurante San Luigi Gonzaga, dipinta nel 1894 da Giuseppe Pellizza.